# Nicolas Gestin
Nicolas Gestin (Tréméven, 30 marzo 2000) è un canoista francese, specializzato nella disciplina dello slalom, vincitore della medaglia d'oro nel C1 ai Giochi olimpici estivi di Parigi 2024.

## Biografia
È allenato da Arnaud Brogniart.
Si è laureato campione iridato ai mondiali di Bratislava 2021 nel C1 a squadre con Martin Thomas e Denis Gargaud Chanut.
Ai Mondiali di Londra 2023 ha ottenuto l'oro nel C1 a squadre con Jules Bernardet e Lucas Roisin, e l'argento nel C1, alle spalle dello slovacco Benjamin Savšek.
Ha rappresentato la Francia ai Giochi olimpici estivi di Parigi 2024, dove ha vinto l'oro nel C1, precedendo sul podio il britannico Adam Burgess e lo sloveno Matej Beňuš.

## Palmarès
- Giochi olimpici estivi

Parigi 2024: oro nel C1
- Mondiali

Bratislava 2021: oro nel C1 a squadre;
Londra 2023: oro nel C1 a squadre; argento nel C1;